# Pastorale sur la Naissance de N.S. Jésus-Christ H.483
La Pastorale sur la Naissance de N.S. Jésus-Christ H.483, H.483 a et H.483 b est une pastorale de Noël pour solistes, chœur, 2 flûtes, 2 dessus de violes et basse continue, composée par le compositeur français de musique baroque Marc-Antoine Charpentier en 1684.

## Historique

### Le genre de la Pastorale de Noël
Le genre de la Pastorale sur la Nativité apparaît à une époque où les Noëls nouveaux, mi-civils, mi-rustiques, étaient nombreux, comme ceux des poètes François Colletet vers 1660 et Françoise Pascal vers 1670 (et, plus tard, ceux de l'abbé Simon-Joseph Pellegrin vers 1722).
Ce genre résulte de la conjonction du genre de l'Histoire Sacrée et de celui de la Pastorale profane, héritage païen des poètes bucoliques de la Grèce antique comme Théocrite, Bion et Moschos. La Pastorale sur la Nativité conserve les traits formels de la Pastorale profane ainsi que son déploiement musical dans le registre du « tendre » mais le ressort dramatique se déplace de l'intrigue amoureuse du berger et de la bergère vers l'histoire du Salut.

### LaPastorale sur la Naissance de N.S. Jésus-Christ
Charpentier a composé deux Pastorales en français sur le thème de la Nativité (Sur la naissance de Notre Seigneur Jésus Christ) portant les numéros du catalogue W. Hitchcock: H.482  et H.483. Cette dernière comporte deux fins alternatives, H.483 a et H.483 b.
La Pastorale sur la Naissance de N.S. Jésus-Christ H.483 est composée en 1684 et exécutée pour la première fois à Noël 1684.
Elle est contemporaine des premiers grands opéras qui bouleversent l'horizon musical français durant le dernier quart du XVIIe siècle, comme le David et Jonathas et le Celse Martyr (musique perdue) de Charpentier.
Par ailleurs, Charpentier a également écrit plusieurs motets dramatiques en latin sur le thème de la Nativité, improprement appelés oratorios de Noël, comme In nativitatem Domini canticum H.314, Canticum in nativitatem Domini H.393, In nativitatem Domini Nostri Jesu Christi canticum H.414, In nativitatem Domini canticum H.416, Dialogus inter angelos et pastores Judeae in nativitatem Domini H.420 et In nativitate Domini Nostri Jesu Christi canticum H.421.

## Structure
- Scène première
  - Bergère : Que nos soupirs, Seigneur, réveillent tes bontés
  - La mesme bergère, un berger : Il est temps Seigneur que tu paroisse
  - Tous : Le règne du péché va croissant à tes yeux
  - Seule : Du démon triomphant, viens confondre l'effort
  - L'ancien : Écoutez moy, écoutez moy peuple fidèle
  - Tous : Après tout le bruit et l'éclat
- Ritournelle
- Scène seconde
  - Un ange et les susdits : Régnez, calme profond, sur la terre et les mers
  - Seul : Pasteurs, que nous promet cette merveille
  - Tous : Qu'entendons-nous ? Qu'est-ce que nous voyons ?
  - L'ange : Pasteurs ne craignez rien
  - L'ancien : Messager du très haut
  - L'ange : De l'univers entier apprenez le bonheur
  - Tous : Ministre ailé du Dieu de gloire
  - L'ange : De l'univers entier apprenez le bonheur
  - Tous : Nous partons, nous y allons
- Scène trois
  - L'ange  : Céleste compagnons venez, venez Archanges
- Scène quatre
  - Tous : Gloire dans les hauts lieux
  - Second ange : Paix en terre, paix à jamais
- Scène cinquième
  - L'ancien : Heureux bergers voici le lieu
- Scène six (Bergers et bergères dans la crèche)
  - Seule : Qu'il a de majesté
  - Tous : Que d'éclat l'environne
  - Seule : Non, non ! L'haleine secourable
  - Tous : Ardent amour, céleste flamme
- Scène sept
  - Un ange et les susdits : Votre tendresse est équitable
  - Menuet
  - Bergère : O nuit en merveilles féconde
  - Deux bergers : Ne laissons point sans louanges
  - Tous : Ne laissons point sans louanges

## Représentations
- 2004, janvier 2005 - Paris, Église Saint-Germain-en-Laye, Le Studio vocal, mise en geste Benjamin Lazar, direction Martin Gester.
- 2022 - Strasbourg, (19 novembre) Temple neuf, Dambach-La-Ville (20 novembre), Ribeauvillé (17 décembre), Beblenheim (18 décembre), mise en espace Benjamin Lazar, Le Parlement de musique, direction Martin Gester.

## Discographie
- Pastorale de Noël, (Pastorale sur la Naissance de N.S. Jésus-Christ H.483), Agnès Mellon (l'ange), Philippe Cantor (l'ancien), Jill Feldman (une bergère), Gregory Reinhart (un berger), Guillemette Laurens (deuxième ange), Chœur des anges : Agnès Mellon, Jill Feldman,  Guillemette Laurens, Dominique Visse, Troupe des  bergers : Agnès Mellon, Jill Feldman, Guillemette Laurens, Dominique Visse, Étienne Lestringant, Philippe Cantor, Gregory Reinhart et In nativitatem D.N.J.C. canticum H.414, par l'ensemble vocal et instrumental Les Arts florissants, dirigé par William Christie (enregistré en mai 1981 dans l'église évangélique allemande de Paris (Pastorale) et en mai 1982 (In nativitatem D.N.J.C. canticum) ; paru sur CD Harmonia Mundi HMC 901082).
- Pastorale de Noël (H.483) et In nativitatem Domini canticum (H.314), Le Parlement de Musique, dir. Martin Gester. CD Accord 1996
- Pastorale de Noël (H.483, H.483 a, H.483 b), Le Parlement de Musique, dirigé par Martin Gester, mise en geste de Benjamin Lazar, Réalisation Olivier Simonet. DVD Armide Classics / Vox Lucida 2005.
- Pastorale de Noël H.483, H.483 a, H.483 b, Ensemble Correspondances, dirigé par Sébastien Daucé. 2 LP ou 1 CD Harmonia Mundi 2018. Diapason d'or, Choc de Classica
- Pastorale de Noël  H.483, Nuit, interlude instrumental (extrait de H.416), Messe de Minuit H.9, La Capella Reial de Catalunya, Le Concert des Nations, direction Jordi Savall. CD Aliavox 2024